# Matthias Pape
Matthias Pape (* 24. September 1957 in Siegen) ist ein deutscher Historiker.

## Leben
Matthias Pape studierte Geschichte, deutsche Philologie, Musikwissenschaft und Öffentliches Recht und wurde 1989 bei Stephan Skalweit an der Universität Bonn zum Dr. phil. promoviert. 1998 habilitierte er sich an der Technische Universität Karlsruhe (TH). Danach war er Lehrbeauftragter und Lehrstuhlvertreter in Bonn, Karlsruhe, Mainz und Aachen. Er ist außerplanmäßiger Professor am Lehrstuhl für Neuere Geschichte des Historischen Instituts der RWTH Aachen.
Zu seinen Forschungsschwerpunkten zählen unter anderem die Ideen- und Verfassungsgeschichte, die Rheinische Landesgeschichte, Erinnerungsorte des Mittelalters sowie die Wissenschaftsgeschichte.
Pape ist Mitglied der Vereinigung für Verfassungsgeschichte.

## Schriften (Auswahl)
- Mendelssohns Leipziger Orgelkonzert 1840. Ein Beitrag zur Bach-Pflege im 19. Jahrhundert. Breitkopf & Härtel, Wiesbaden 1988, ISBN 3-7651-0246-6.
- Johannes von Müller. Seine geistige und politische Umwelt in Wien und Berlin 1793–1806. Francke, Bern 1989, ISBN 3-317-01662-0.
- Ungleiche Brüder. Österreich und Deutschland 1945–1965. Köln, Wien 2000, ISBN 3-412-07200-1.
- Umbrüche. Die Region Aachen vom Roer-Département zur Städteregion. Thouet, Aachen 2009, ISBN 978-3-930594-35-1.
- Von Preußen nach Westeuropa. Stephan Skalweit und die Bonner Geschichtswissenschaft 1947–1982. Bouvier, Bonn 2011, ISBN 978-3-416-03329-9.